# Annulusmagnus triseptatus
Annulusmagnus triseptatus är en svampart som först beskrevs av S.W. Wong, K.D. Hyde & E.B.G. Jones, och fick sitt nu gällande namn av J. Campb. & Shearer 2004. Annulusmagnus triseptatus ingår i släktet Annulusmagnus och familjen Annulatascaceae.  Arten är reproducerande i Sverige. Inga underarter finns listade i Catalogue of Life.